# Комары (Черниговская область)
Комары (укр. Комари) — бывший посёлок в Новгород-Северском районе Черниговской области Украины. Посёлок был подчинён Чайкинскому сельсовету.

## История
Впервые упоминается как хутор Ляхова с 1 двором, где проживал 1 человек.
По состоянию на 1988 год население — 10 человек. Решением Черниговского областного совета от 08.08.1995 года село снято с учёта, в связи с переселением жителей.

## География
Было расположено северо-восточнее села Чайкино. Застройка представлена разрозненными усадьбами. Южнее расположено кладбище, севернее — урочище Лебеди.